# Liste der Baudenkmale in Viereck (Vorpommern)
In der Liste der Baudenkmale in Viereck sind alle denkmalgeschützten Bauten der vorpommerschen Gemeinde Viereck und ihrer Ortsteile aufgelistet. Grundlage ist die Veröffentlichung der Denkmalliste des Kreises Uecker-Randow mit dem Stand vom 1. Februar 1996. 

## Baudenkmale nach Ortsteilen

### Viereck
| ID | Lage                   | Bezeichnung                                                 | Beschreibung                                         | Bild                  |
| -- | ---------------------- | ----------------------------------------------------------- | ---------------------------------------------------- | --------------------- |
|    |                        | Allee mit Pflasterung und Sommerweg (aus Richtung Pasewalk) |                                                      |                       |
|    | Hauptstraße 1 (Karte)  | ehem. Schule                                                |                                                      |                       |
|    | Hauptstraße 18 (Karte) | Wohnhaus                                                    |                                                      |                       |
|    | Hauptstraße            | Straßenpflaster                                             |                                                      |                       |
|    | (Karte)                | Kirche „Mariä Geburt“                                       | neugotisches Kirchengebäude (Backstein), erbaut 1911 | Kirche „Mariä Geburt“ |
|    | Kirchstraße            | Straßenpflaster                                             |                                                      |                       |
|    | Kirchstraße 11 (Karte) | Bauernhaus und Stallspeicher                                |                                                      |                       |
|    | Kirchstraße 20 (Karte) | Bauernhaus mit Franzosenkammer                              |                                                      |                       |
|    |                        | Kriegerdenkmal 1914/1918                                    |                                                      |                       |
|    | Schulsteig 15 (Karte)  | ehem. Schule mit Stall                                      |                                                      |                       |
|    | Wiesengrund            | Straßenpflaster                                             |                                                      |                       |

### Borken
| ID | Lage    | Bezeichnung | Beschreibung                                                                                         | Bild |
| -- | ------- | ----------- | --- | ---- |
|    | (Karte) | Gutshaus    | 2-gesch. sanierter neuerer Putzbau mit Walmdach und Sockelgeschoss im Bereich der Randowniederungen. |      |

### Riesenbrück
| ID | Lage | Bezeichnung                                   | Beschreibung | Bild |
| -- | ---- | --------------------------------------------- | ------------ | ---- |
|    |      | Bauernhaus (Fachwerk) mit Stall               |              |      |
|    |      | Scheune des Geburtshauses Paul Holz           |              |      |
|    |      | Scheune des Reiter- und Schützenhofs Böttcher |              |      |

### Rödershorst
| ID | Lage         | Bezeichnung            | Beschreibung | Bild |
| -- | ------------ | ---------------------- | ------------ | ---- |
|    | Dorfstraße 1 | ehem. Schule mit Stall |              |      |
|    | Dorfstraße 3 | Wohnhaus               |              |      |

### Stallberg
| ID | Lage            | Bezeichnung                                    | Beschreibung | Bild |
| -- | --------------- | ---------------------------------------------- | ------------ | ---- |
|    |                 | Friedhof, Grabmal Ernst Schröder und Grab Krug |              |      |
|    | Stallberg 10    | Schule und Stall                               |              |      |
|    | Stallberg 11/12 | Wohnhaus und Stall                             |              |      |

### Uhlenkrug
| ID | Lage   | Bezeichnung      | Beschreibung | Bild |
| -- | ------ | ---------------- | ------------ | ---- |
|    |        | Friedhofskapelle |              |      |
|    | Nr. 16 | ehem. Forsthaus  |              |      |

## Quelle
- Bericht über die Erstellung der Denkmallisten sowie über die Verwaltungspraxis bei der Benachrichtigung der Eigentümer und Gemeinden sowie über die Handhabung von Änderungswünschen (Stand: Juni 1997)